# チャールズ・ヘンリー・ハワース
チャールズ・ヘンリー・ハワース（Charles Henry Howorth、1856年1月2日 - 1945年8月22日）は、ニュージーランドの画家である。エンジニアとして働きながら、ニュージーランドの風景を描いた。

## 略歴
ニュージーランド南島のダニーデンで生まれた。母方の祖父に、ロンドンの版画家、チャールズ・ヘンリー・モットラム(Charles Henry Mottram: 1807–1876)がいて、叔父のヘンリー・ハワース(Henry Howorth: 1834–1907)は国会議員を務めた政治家だった。
エンジニアとして南島で22年以上働き、油彩や水彩で風景画を描いた。1893年に南島の南端の街、インバーカーギルの美術家協会(Invercargill Art Society)の設立メンバーとなった。南海岸の港町ブラフを描いた油絵を1904年のアメリカ、セントルイス万国博覧会に出展し賞を得た。
1912年ころにニュージーランド北島西海岸のワンガヌイに移り、ワンガヌイ美術・工芸協会(Wanganui Arts and Crafts Society)の初期メンバーになった。
1945年に北島南端、ウェリントン地方のUpper Hutt のSilverstreamで亡くなった。

## 作品

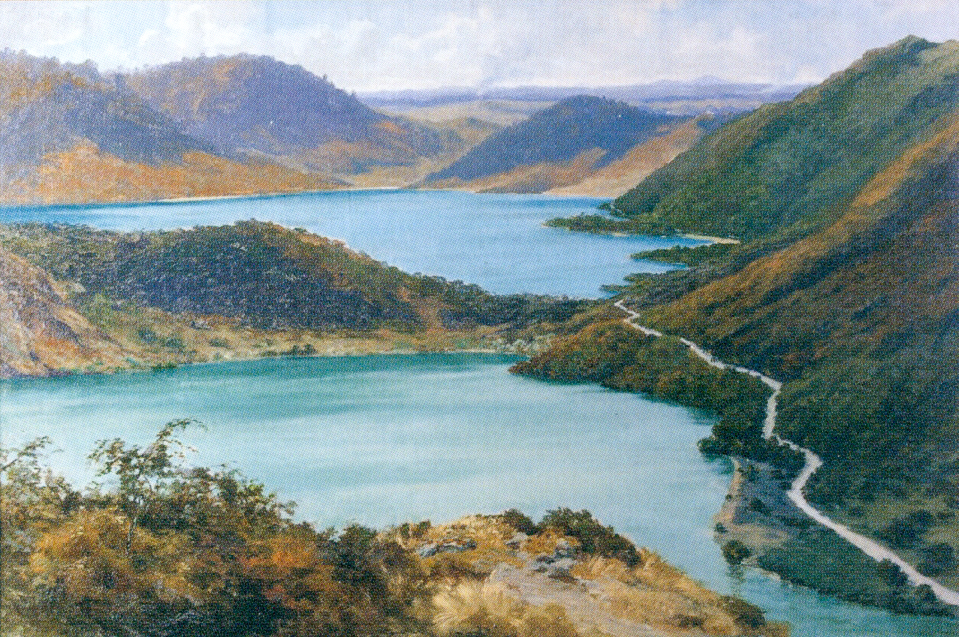
ティキタプ湖とロトカカヒ湖 ロトルア博物館
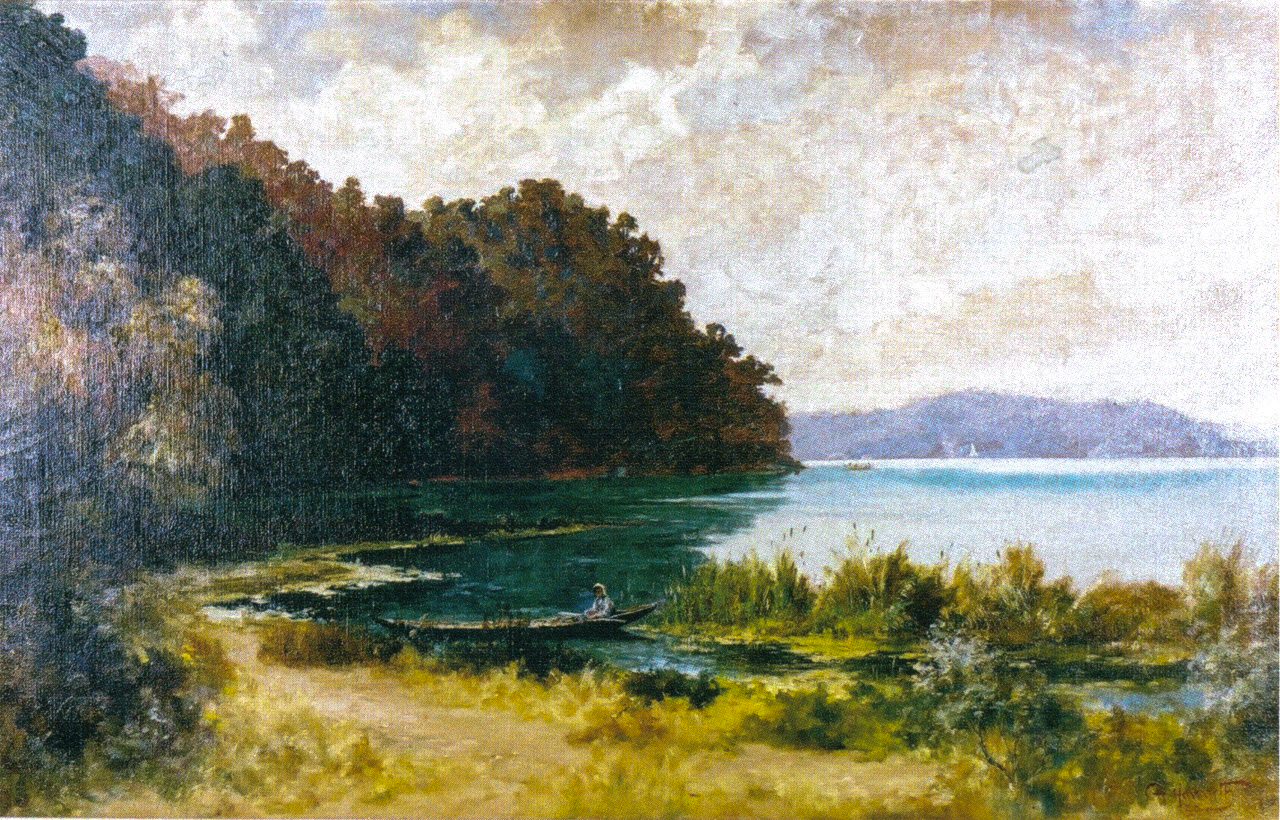
ロトエフ湖 ロトルア博物館
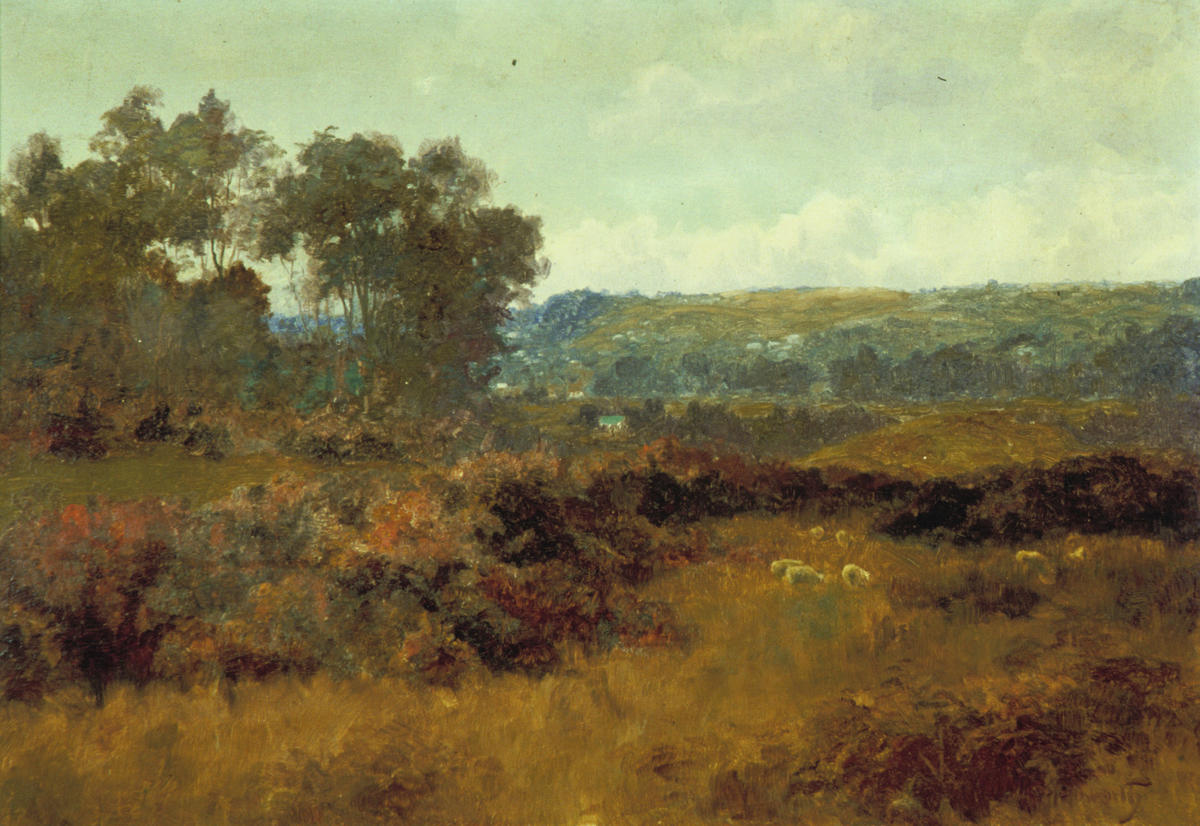
"Alma, Belmont" Sarjeant Gallery